# Сарнов (село)
Сарнов (укр. Сарнів) — село в Волочисском районе Хмельницкой области Украины.
Почтовый индекс — 31258. Телефонный код — 3845. Занимает площадь 1,706 км². Код КОАТУУ — 6820987201.
У села протекает река Бовенец (левый приток Збруча, бассейн Днестра).
В селе имеется гидрологический памятник природы местного значения — cероводородный источник.
Достопримечательность села — деревянная церковь Воздвижения Честного Креста 1856 года постройки.

## Население
Население по переписи 2001 года составляло 452 человека.

### Языковой состав
Родной язык населения по данным переписи 2001 года:
| Язык       | Численность, чел. | Доля     |
| ---------- | ----------------- | -------- |
| Украинский | 450               | 99,56 %  |
| Другие     | 2                 | 0,44 %   |
| Итого      | 452               | 100,00 % |

## Местный совет
31258, Хмельницкая обл., Волочисский р-н, с. Сарнов